# Guermantes
Guermantes település Franciaországban, Seine-et-Marne megyében. Lakosainak száma 1151 fő (2022. január 1.). Guermantes Bussy-Saint-Georges, Bussy-Saint-Martin, Conches-sur-Gondoire és Gouvernes községekkel határos.

## Népesség
A település népességének változása:
| Lakosok száma | 1165 | 1139 | 1168 | 1147 | 1151 | 1144 | 1136 | 1148 | 1151 |
|               | 2013 | 2015 | 2016 | 2017 | 2018 | 2019 | 2020 | 2021 | 2022 |